# Mystrium oberthueri
Mystrium oberthueri es una especie de hormigas de Madagascar. Se trata de hormigas carnívoras extremadamente poderosas que se alimentan de enormes ciempiés.
Pertenecientes a la subfamilia Amblyoponinae, son hormigas bastante grandes, y pueden alcanzar los 10-11 mm de longitud. En el hormiguero son  unas docenas de individuos, pero las hormigas soldado, dotadas de enormes mandíbulas poderosas capaz de sujetar y serrar la carne de sus presas, constituyen más de la mitad de la población de la colonia.